# يانة سر (شهدا بهشهر)
یانة سر (بالفارسية: یانه‌سر) هي قرية تقع في إيران في Shohada Rural District. يقدر عدد سكانها بـ 372 نسمة بحسب إحصاء 2016.